# حنش جزري
حنش جزري (الاسم العلمي: Platyceps insulanus) ويعرف باسم ثعبان جزيرة ساسو أو ثعبان فرسان (بالإنجليزية: Sarso Island racer)‏ هو نوع من الزواحف يتبع جنس الحنش من فصيلة الأحناش.

## الانتشار
يتواجد فقط في أرخبيل جزر فرسان، حيث اكتشف هذا النوع ووصف سنة 1965م في جزيرة ساسو التابعة لأرخبيل جزر فرسان.